# Erzgebirgskrimi – Der Tote im Burggraben
Der Tote im Burggraben ist ein deutscher Fernsehfilm von Constanze Knoche aus dem Jahr 2021. Es handelt sich um die dritte Episode der ZDF-Kriminalfilmreihe Erzgebirgskrimi mit Kai Scheve als Robert Winkler und Lara Mandoki als Karina Szabo in den Hauptrollen.

## Handlung
Auf der „Burg Hartenstein“, in der Nähe von Zwickau, wird bei Ausgrabungsarbeiten eine Leiche entdeckt. Hauptkommissar Robert Winkler und seine Kollegin Karina Szabo werden gerufen. Laut Gerichtsmedizinerin Charlotte von Sellin hat die männliche Leiche seit 20–30 Jahren hier im Burggraben gelegen. Sie weist drei Einschusslöcher auf, sodass von Mord auszugehen ist. Sellin schätzt das Opfer auf 75 Jahre, als es getötet wurde. Nach einigen Recherchen kann der Mann als Ernst-Rudolf von Schöneck identifiziert werden, ein ehemaliger SS-Funktionär und Nachfahre der ursprünglichen Besitzer der Burg Hartenstein. Er tauchte kurz nach der Wende im Ort auf und forderte seinen Familiensitz zurück, der ihm am Ende des Krieges durch Enteignung abgesprochen worden war. Kurze Zeit später war Schöneck plötzlich verschwunden. 
Die Waffe, mit der er erschossen wurde, führt zu Peter Klamroth, der vor Jahren unter Verdacht geraten war, seinen gewalttätigen Vater getötet zu haben. Klamroth erklärt, seine Pistole seinerzeit dem Bürgermeister Gerd Steigerwald übergeben zu haben, der sie angeblich unmittelbar nach Erhalt an das Landratsamt weitergeleitet hat. Damals arbeitete die heute 94-jährige Anneliese Schulte als Sekretärin beim Landratsamt und bestätigt dem Kommissar die ordnungsgemäße Abgabe der Waffe durch den Bürgermeister. Dennoch bleibt eine gewisse Ungewissheit, denn eine kurze Zeit hatte der Bürgermeister die Pistole in seinem Besitz und hätte sie benutzen können. Schließlich hätte die Rückübereignung der Burg das Ende des Kinderheims bedeutet, das seit dem Kriegsende dort eingerichtet worden war. Eine Entwicklung, die ihm als Bürgermeister nicht gefallen hätte. Zudem gibt es eine Zeugin, die Tochter von Anneliese Schulte, die ein Gespräch zwischen Steigerwald und seinem Stellvertreter Karl-Heinz Fromm belauscht hatte, wonach dieser äußerte, dass es am besten wäre, wenn Schöneck tot wäre. 
Einen Tag nachdem Steigerwald mit diesen belastenden Indizien konfrontiert wird, findet man ihn erschossen in der Nähe der Talsperre Sosa. Aufgrund einer Aufnahme von Wildkameras kann Peter Klamroth als mutmaßlicher Täter identifiziert werden. Klamroth räumt ein, mit Steigerwald eine Auseinandersetzung gehabt zu haben, da er erfahren hatte, dass der Bürgermeister ihn seinerzeit als Vatermörder denunziert hatte, nur um ihn als Konkurrenten für die Bürgermeisterwahl auszuschalten. Im Zorn darüber, unschuldig verurteilt worden zu sein, habe er dann auf Steigerwald geschossen. Klamroth wird festgenommen, doch ist der Fall „Schöneck“ damit noch nicht geklärt. Dieser bekommt eine neue Wendung, als Kommissar Winkler erfährt, dass Ernst-Rudolf von Schöneck 1945 verheiratet war und auch ein Kind hatte. Winkler rechnet nach und schätzt die Ehefrau heute auf über 90 Jahre. 
Die einzige Person im Ort, auf die das zutrifft, ist Anneliese Schulte. Der Kommissar versucht herauszufinden, warum die Frau für ihre Tochter nie Anspruch auf das Schloss erhoben hat, und erfährt, dass Heidi Schulte nicht die Tochter von Schöneck ist. Heidis Vater wurde auf Schönecks Anordnung eingezogen und von der SS ermordet. Damit ihr ungeborenes Kind eine Zukunft hatte, ließ sich Schulte auf die Ehe mit Schöneck ein. Erst später erfuhr sie, dass Schöneck maßgeblich schuld war am Tod der Liebe ihre Lebens. Als er dann Jahre später plötzlich wieder auftauchte, waren all die Erinnerungen wieder da. Sowohl Heidi als auch Anneliese Schulte geben nun zu, Schöneck erschossen zu haben, da sie Zugang zu dem Revolver im Amt hatten.
Winkler wird dies dem Staatsanwalt melden und es ihm überlassen, ob er den Schilderungen der Frauen Glauben schenkt und Anklage erheben will.

## Produktionsnotizen

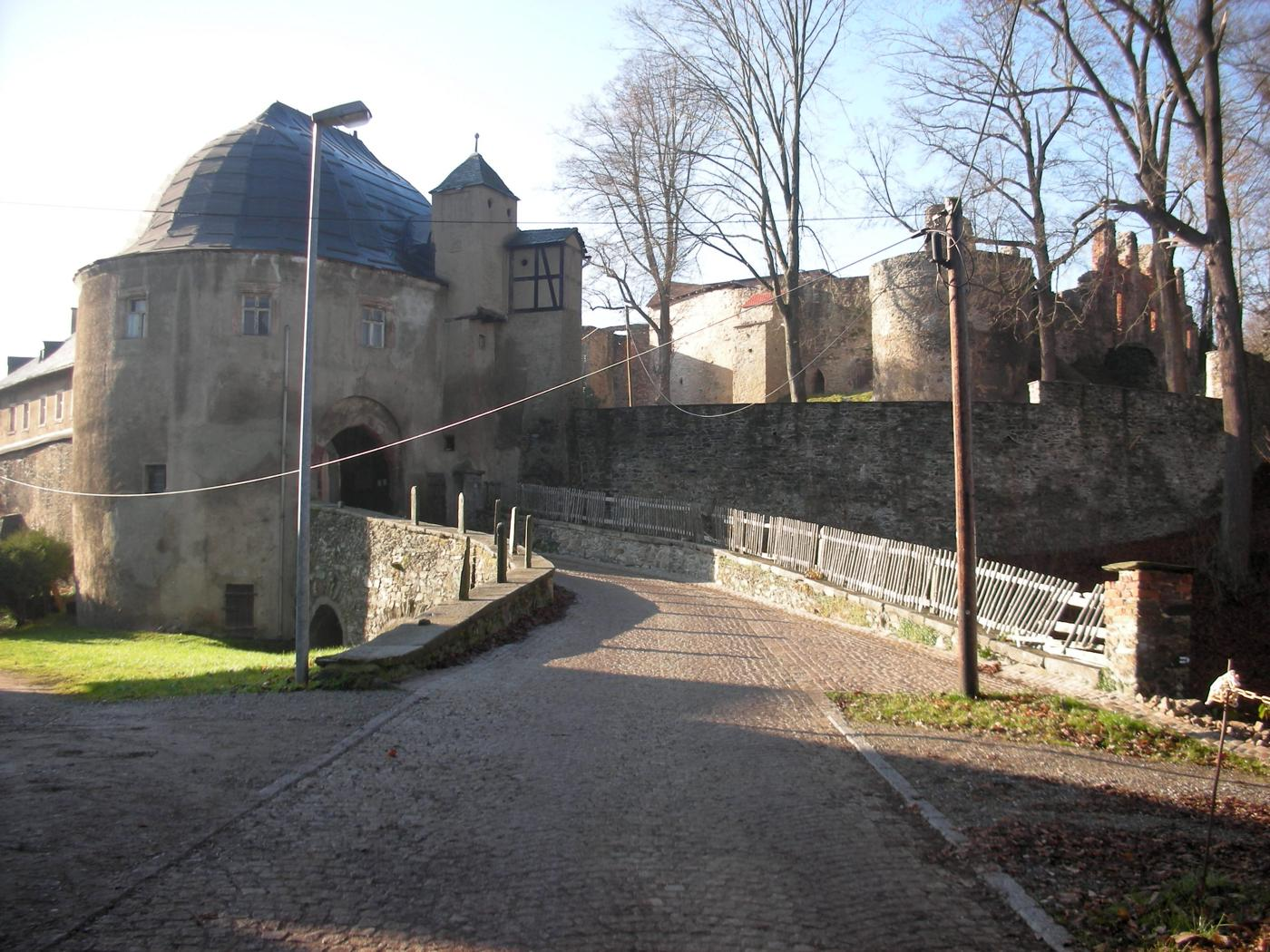
Schloss Hartenstein

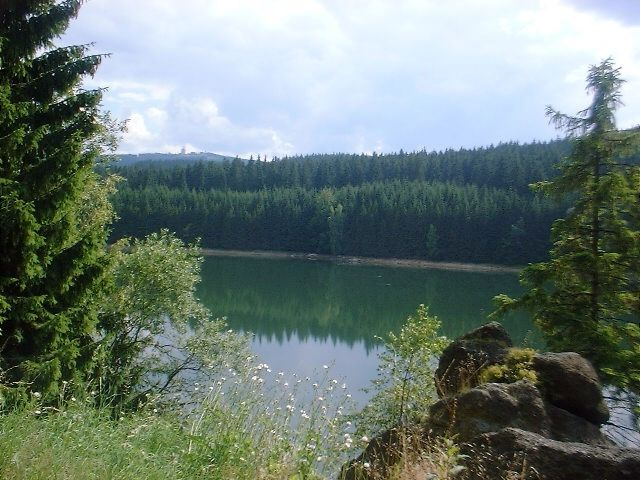
Talsperre Sosa

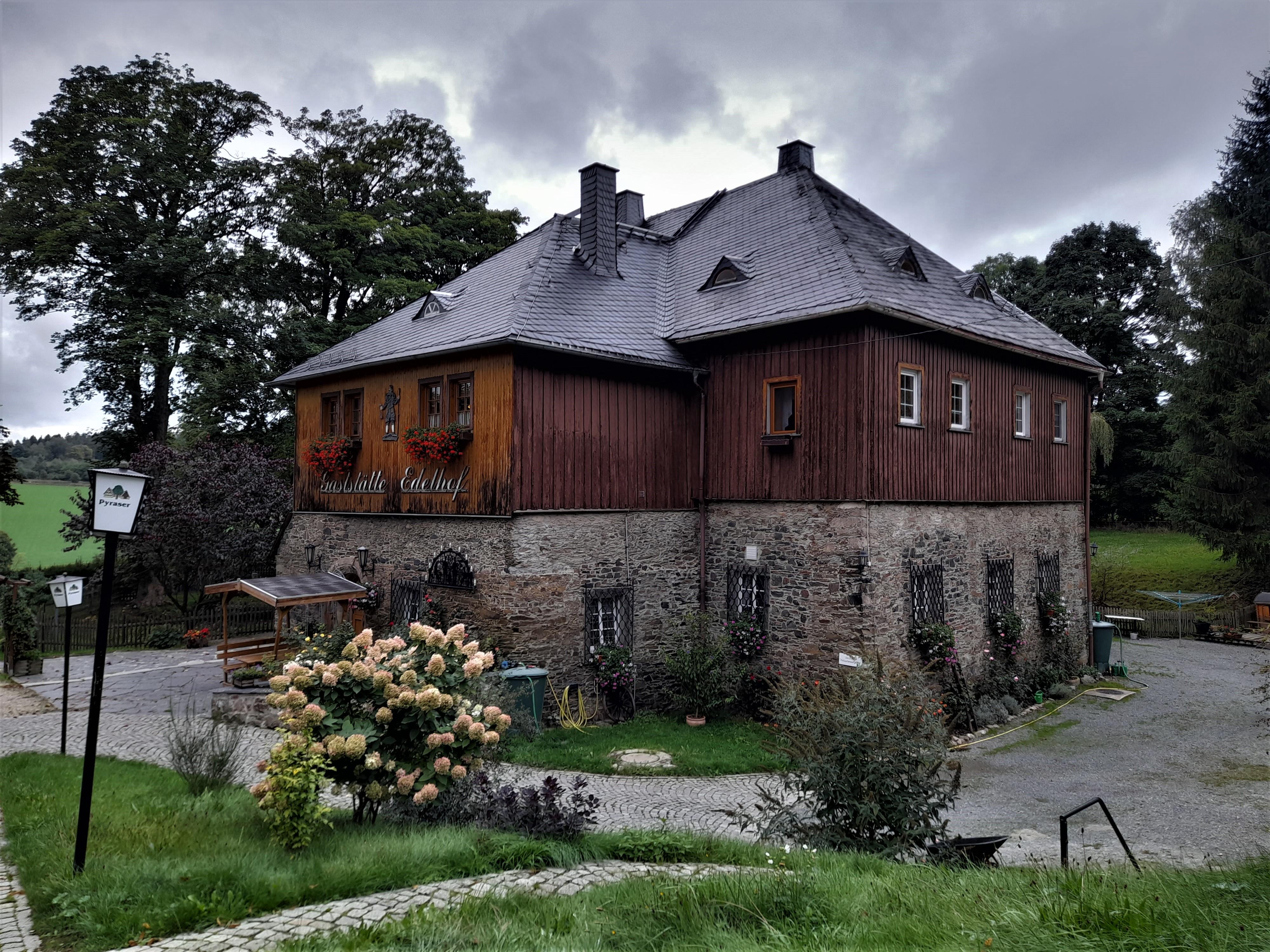
Gaststätte Edelhof (Alberoda), im Erzgebirgskrimi als „Edelhöfe“ zu sehen

Die Dreharbeiten für Der Tote im Burggraben fanden unter dem Arbeitstitel Sterben statt erben vom 30. Juni 2020 bis 31. Juli 2020 an Schauplätzen auf Schloss Hartenstein und in Schneeberg im Erzgebirge sowie in der weiteren Umgebung statt.
Der Film wurde von der NFP Neue Film Produktion unter der Leitung von Rainer Jahreis und Gabriele Jung produziert. Die Erstausstrahlung erfolgte am 17. April 2021 im Rahmen des Samstagskrimis zur Hauptsendezeit im ZDF.

## Rezeption

### Einschaltquote
Die Erstausstrahlung am 17. April 2021 im ZDF wurde von 7,97 Millionen Zuschauern verfolgt, was einem Marktanteil von 24,9 % entspricht; in der Gruppe der 14- bis 49-jährigen Zuschauer konnten 0,76 Millionen Zuschauer und ein Marktanteil von 9,7 Prozent erreicht werden.

### Kritik
Rainer Tittelbach von Tittelbach.tv schrieb: „Der dritte ‚Erzgebirgskrimi‘ (ZDF / NFP) ist zwar kein großer Wurf, aber der Film ist immerhin deutlich besser als die zweite Episode. Außerdem erzählt ‚Der Tote im Burggraben‘ zwei interessante Rachegeschichten, deren Wurzeln viele Jahrzehnte zurückliegen. Seine ganze Komplexität entfaltet das Buch von Leo P. Ard allerdings erst gegen Ende. Regisseurin Constanze Knoche durfte bei ihrem Primetime-Debüt mit einem ausgezeichneten Ensemble zusammenarbeiten; gerade die Gastrollen sind mit Thomas Thieme und Florian Lukas namhaft besetzt. Die unauffällige Inszenierung entspricht dem üblichen TV-Krimi-Standard.“
Die saechsische.de urteilte: „Da hilft auch nicht die hübsche Kulisse: Der neue Erzgebirgskrimi ‚Der Tote im Burggraben‘ im ZDF ist ein klarer Fall von Landschaftsmissbrauch.“